# Latkóczy Lajos
Latkóczy Lajos (Rozsnyó, 1821. március 19. – Miskolc, 1875. március 23.) magyar festőművész.

## Életrajza
A híres francia portré-festőnő, Louise Élisabeth Vigée Le Brun dédunokája volt. Először Sárospatakon és Pesten tanult jogot, majd Carl Rahl híres osztrák festő tanítványa volt Bécsben, majd Münchenben folytatta a festészet tanulmányozását. Tanulmányúton járt Münchenben, Párizsban és Olaszországban.
Első kiállítása Pesten volt az 1850-es évek végén. Ezt követően Kolozsvárott és Kassán, majd 1865-től Miskolcon élt.
1870-ben a dédesi és az arlói templomok oltárképét készítette el.
Portréfestőként dolgozott. Festészetét a biedermeier stílusa jellemezte. Higgadt, bensőséges hangulatú, karakteres, aprólékosan megfestett arcképei tették közkedveltté.
1850-ben lett a felesége Hivatal Anikó (1814–1891) színésznő, aki a Pesti Magyar Színház és a Nemzeti Színház ünnepelt művésznője volt. Előbb id. Lendvay Márton feleségeként Lendvayné, majd 1850-től immár Latkóczyné néven szerepelt. Vörösmarty Mihály kora legnagyobb színésznőjének tartotta, a hozzá írt epigrammája „L-né emlékkönyvébe” címmel jelent meg.
Megfestette feleségét és több más színművészt, de önarcképét is. Miskolcra már második feleségével, Reidl Rózával (1844–1878) érkezett. Első miskolci megbízását Bató István gazdag gabonakereskedőtől kapta, elhunyt lánya, Eszter ravatalképének, valamint saját portréjának megfestésére. A művész hamar a biedermeier közkedvelt arcképfestőjévé vált a városban, több ilyen alkotása ismert (például Kandó Jánosné).
Latkóczy Lajosnak Reidl Rózától három lánya született, ám az 1878-as miskolci árvízben felesége és két gyermeke is odaveszett. Latkóczy a mindszenti evangélikus temetőben, felesége és két lánya a mindszenti katolikus temetőben nyugszik.

## Emlékezete
- Nevét utca viseli Miskolcon.